# Норвегия на летних Олимпийских играх 2016
Норвегия на летних Олимпийских играх 2016 года будет представлена как минимум в тринадцати видах спорта.

## Медали
| Бронза | |                                                           |            |
| №      | Спортсмены | Вид спорта (дисциплина)                                   | Дата       |
| 1      | Хьетиль Борш Олаф Туфте | Академическая гребля (двойки парные, мужчины)             | 11 августа |
| 2      | Кристоффер Брун Аре Страндли | Академическая гребля (двойки парные, лёгкий вес, мужчины) | 12 августа |
| 3      | Стиг Андре Берге | Борьба (греко-римская, до 59 кг, мужчины)                 | 14 августа |
| 4      | Женская сборная по гандболу Ида Альстад Эмили Хег Арнцен Кари Олвик Гримсбё Вероника Кристиансен Аманда Куртович Хейди Лёке Катрин Лунде Нора Мёрк Мари Молид Стине Офтедал Линн-Кристин Рьегельхут-Корен Санна Сольберг Марит Мальм Фрафьорд Камилла Херрем | Гандбол (женщины)                                         | 20 августа |

## Состав сборной
Академическая гребля
1. Хьетиль Борш
2. Кристоффер Брун
3. Аре Страндли
4. Олаф Туфте
5. Нильс Якоб Хофф

 Борьба
Вольная борьба
1. Сигне Мари Сторе

Греко-римская борьба
1. Стиг Андре Берге

Велоспорт
 Шоссейный велоспорт
1. Свен Эрик Бюстрём
2. Вегард Стаке Ланген
3. Ларс Петер Нордхауг
4. Эдвальд Боассон Хаген
5. Вита Хейне

 Маунтинбайк
1. Торе Наврестад

 BMX
1. Гунн-Рита Дале Флешо

 Гандбол
1. Ида Альстад
2. Эмили Хег Арнцен
3. Кари Олвик Гримсбё
4. Вероника Кристиансен
5. Аманда Куртович
6. Хейди Лёке
7. Катрин Лунде
8. Нора Мёрк
9. Мари Молид
10. Стине Офтедал
11. Линн-Кристин Рьегельхут-Корен
12. Санна Сольберг
13. Марит Мальм Фрафьорд
14. Камилла Херрем

 Гольф
1. Эспен Кофстад
2. Сузанн Петтерсен
3. Марианне Скарпнор

 Лёгкая атлетика
1. Карстен Вархольм
2. Филип Ингебригтсен
3. Хенрик Ингебригтсен
4. Сондре Нордстад Моэн
5. Джейсума Саиди Ндуре
6. Свен Мартин Скагестад
7. Эрик Тюссе
8. Ховард Хаукенес
9. Тонье Ангельсен
10. Каролина Гровдаль
11. Ингеборг Лёвнес
12. Изабель Педерсен
13. Эзинне Окпараебо
14. Хедда Хюнне
15. Амали Юэль

 Парусный спорт
1. Квота 1
2. Квота 2
3. Квота 3
4. Квота 4
5. Квота 5
6. Квота 6
7. Квота 7

 Плавание
1. Хенрик Кристиансен
2. Сусанн Бьорнсен

 Спортивная гимнастика
1. Стиан Шерехауг

 Стрельба
1. Одд Арне Брекне
2. Оле Кристиан Брюн
3. Аре Хансен
4. Малин Вестерхайм

 Стрельба из лука
1. Бор Нестенг

 Триатлон
1. Квота 1

 Тхэквондо
1. Квота 1

## Результаты соревнований

### Академическая гребля
В следующий раунд из каждого заезда проходят несколько лучших экипажей (в зависимости от дисциплины). В отборочный заезд попадают спортсмены, выбывшие в предварительном раунде. В финал A выходят 6 сильнейших экипажей, остальные разыгрывают места в утешительных финалах B-F.
Мужчины
| Соревнование              | Спортсмены                   | Предварительный заезд | Предварительный заезд | Предварительный заезд | Отборочный заезд | Отборочный заезд | Отборочный заезд | Четвертьфинал | Четвертьфинал | Четвертьфинал | Полуфинал     | Полуфинал     | Полуфинал     | Финал   | Финал   | Итоговое место |
| Соревнование              | Спортсмены                   | Заезд                 | Время                 | Место                 | Заезд            | Время            | Место            | Заезд         | Время         | Место         | Заезд         | Время         | Место         | Время   | Место   | Итоговое место |
| ------------------------- | ---------------------------- | --------------------- | --------------------- | --------------------- | ---------------- | ---------------- | ---------------- | ------------- | ------------- | ------------- | ------------- | ------------- | ------------- | ------- | ------- | -------------- |
| одиночки                  | Нильс Якоб Хофф              | 6                     | 7:17,47               | 1 Q                   | не участвовал    | не участвовал    | не участвовал    | 1             | 6:57,94       | 3 Q           | Полуфинал A/B | Полуфинал A/B | Полуфинал A/B | Финал B | Финал B | 11             |
| одиночки                  | Нильс Якоб Хофф              | 6                     | 7:17,47               | 1 Q                   | не участвовал    | не участвовал    | не участвовал    | 1             | 6:57,94       | 3 Q           | 1             | 7:39,12       | 6 QB          | 7:02,66 | 5       | 11             |
| двойки парные             | Хьетиль Борш Олаф Туфте      | 2                     | 6:30,58               | 2 Q                   | не участвовали   | не участвовали   | не участвовали   | не проводится | не проводится | не проводится | 1             | 6:13,50       | 3 QA          | Финал A | Финал A | 3              |
| двойки парные             | Хьетиль Борш Олаф Туфте      | 2                     | 6:30,58               | 2 Q                   | не участвовали   | не участвовали   | не участвовали   | не проводится | не проводится | не проводится | 1             | 6:13,50       | 3 QA          | 6:53,25 | 3       | 3              |
| двойки парные, лёгкий вес | Кристоффер Брун Аре Страндли | 2                     | 6:24,81               | 1 Q                   | не участвовали   | не участвовали   | не участвовали   | не проводится | не проводится | не проводится | Полуфинал A/B | Полуфинал A/B | Полуфинал A/B | Финал   | Финал   |                |
| двойки парные, лёгкий вес | Кристоффер Брун Аре Страндли | 2                     | 6:24,81               | 1 Q                   | не участвовали   | не участвовали   | не участвовали   | не проводится | не проводится | не проводится |               |               |               |         |         |                |

### Борьба
В соревнованиях по борьбе, как и на предыдущих трёх Играх, будет разыгрываться 18 комплектов наград. По 6 у мужчин в вольной и греко-римской борьбе и 6 у женщин в вольной борьбе. Турнир пройдёт по олимпийской системе с выбыванием. В утешительный раунд попадают участники, проигравшие в своих поединках будущим финалистам соревнований. Каждый поединок состоит из двух раундов по 3 минуты, победителем становится спортсмен, набравший большее количество технических очков. По окончании схватки, в зависимости от результатов спортсменам начисляются классификационные очки.
Мужчины
Греко-римская борьба
| Категория | Спортсмены       | Первый раунд       | 1/8 финала         | Четвертьфинал      | Полуфинал          | Финал              | Место |
| Категория | Спортсмены       | Соперник Результат | Соперник Результат | Соперник Результат | Соперник Результат | Соперник Результат | Место |
| --------- | ---------------- | ------------------ | ------------------ | ------------------ | ------------------ | ------------------ | ----- |
| до 59 кг  | Стиг Андре Берге |                    |                    |                    |                    |                    |       |

Женщины
Вольная борьба
| Категория | Спортсмены       | Первый раунд       | 1/8 финала         | Четвертьфинал      | Полуфинал          | Финал              | Место |
| Категория | Спортсмены       | Соперник Результат | Соперник Результат | Соперник Результат | Соперник Результат | Соперник Результат | Место |
| --------- | ---------------- | ------------------ | ------------------ | ------------------ | ------------------ | ------------------ | ----- |
| до 69 кг  | Сигне Мари Сторе |                    |                    |                    |                    |                    |       |

### Велоспорт

#### Шоссейный велоспорт
Мужчины
| Соревнование     | Спортсмены            | Время      | Место | Отставание |
| ---------------- | --------------------- | ---------- | ----- | ---------- |
| групповая гонка  | Ларс Петер Нордхауг   | 6:30:05    | 48    | +20:00     |
| групповая гонка  | Вегард Стаке Ланген   | 6:30:05    | 50    | +20:00     |
| групповая гонка  | Эдвальд Боассон Хаген | DNF        | DNF   | DNF        |
| групповая гонка  | Свен Эрик Бюстрём     | DNF        | DNF   | DNF        |
| раздельная гонка | Эдвальд Боассон Хаген | 1:21:12,35 | 30    | +8:56,93   |

Женщины
| Соревнование     | Спортсмены | Время    | Место | Отставание |
| ---------------- | ---------- | -------- | ----- | ---------- |
| групповая гонка  | Вита Хейне | 3:58:34  | 33    | +7:07      |
| раздельная гонка | Вита Хейне | 50:23,39 | 25    | +5:56,97   |

#### Маунтинбайк
Женщины
| Соревнование | Спортсмены           | Время | Место | Отставание |
| ------------ | -------------------- | ----- | ----- | ---------- |
| кросс-кантри | Гунн-Рита Дале Флешо |       |       |            |

#### BMX
Мужчины
| Соревнование | Спортсмены     | Квалификация | Квалификация | 1\4 финала | 1\4 финала  | 1\4 финала  | 1\4 финала  | 1\4 финала  | 1\4 финала  | 1\4 финала | 1\4 финала | 1\2 финала | 1\2 финала  | 1\2 финала  | 1\2 финала  | 1\2 финала | 1\2 финала | Финал | Финал | Место |
| Соревнование | Спортсмены     | Время        | Место        | Заезд      | 1 гонка     | 2 гонка     | 3 гонка     | 4 гонка     | 5 гонка     | Всего      | Место      | Заезд      | 1 гонка     | 2 гонка     | 3 гонка     | Всего      | Место      | Финал | Финал | Место |
| Соревнование | Спортсмены     | Время        | Место        | Заезд      | Время Место | Время Место | Время Место | Время Место | Время Место | Всего      | Место      | Заезд      | Время Место | Время Место | Время Место | Всего      | Место      | Время | Место | Место |
| ------------ | -------------- | ------------ | ------------ | ---------- | ----------- | ----------- | ----------- | ----------- | ----------- | ---------- | ---------- | ---------- | ----------- | ----------- | ----------- | ---------- | ---------- | ----- | ----- | ----- |
| BMX          | Торе Наврестад |              |              |            |             |             |             |             |             |            |            |            |             |             |             |            |            |       |       |       |

### Водные виды спорта

#### Плавание
В следующий раунд на каждой дистанции проходят спортсмены, показавшие лучший результат, независимо от места, занятого в своём заплыве.
Мужчины
| Дистанция                  | Спортсмены         | Предварительный раунд | Предварительный раунд | Предварительный раунд | Полуфинал            | Полуфинал            | Полуфинал            | Финал                | Финал                |
| Дистанция                  | Спортсмены         | Заплыв                | Результат             | Место                 | Заплыв               | Результат            | Место                | Результат            | Место                |
| -------------------------- | ------------------ | --------------------- | --------------------- | --------------------- | -------------------- | -------------------- | -------------------- | -------------------- | -------------------- |
| 200 метров вольным стилем  | Хенрик Кристиансен | 2                     | 1:50,09               | 40                    | завершил выступление | завершил выступление | завершил выступление | завершил выступление | завершил выступление |
| 400 метров вольным стилем  | Хенрик Кристиансен | 6                     | 3:47,90               | 17                    | не проводится        | не проводится        | не проводится        | завершил выступление | завершил выступление |
| 1500 метров вольным стилем | Хенрик Кристиансен |                       |                       |                       | не проводится        | не проводится        | не проводится        |                      |                      |

Женщины
| Дистанция                 | Спортсмены      | Предварительный раунд | Предварительный раунд | Предварительный раунд | Полуфинал             | Полуфинал             | Полуфинал             | Финал                 | Финал                 |
| Дистанция                 | Спортсмены      | Заплыв                | Результат             | Место                 | Заплыв                | Результат             | Место                 | Результат             | Место                 |
| ------------------------- | --------------- | --------------------- | --------------------- | --------------------- | --------------------- | --------------------- | --------------------- | --------------------- | --------------------- |
| 50 метров вольным стилем  | Сусанн Бьорнсен |                       |                       |                       |                       |                       |                       |                       |                       |
| 100 метров вольным стилем | Сусанн Бьорнсен | 2                     | 55,35                 | 27                    | завершила выступление | завершила выступление | завершила выступление | завершила выступление | завершила выступление |

### Гандбол

#### Женщины
Женская сборная Норвегии квалифицировалась на Игры, завоевав золотые медали на чемпионате Европы 2014 года.
Состав
| Номер         | Имя     | Дата рождения | Рост, см | Вес, кг | Клуб    | Игры    | Голы    |
| Вратари       | Вратари | Вратари       | Вратари  | Вратари | Вратари | Вратари | Вратари |
| ------------- | ------- | ------------- | -------- | ------- | ------- | ------- | ------- |
|               |         |               |          |         |         |         |         |
| Крайние       |         |               |          |         |         |         |         |
|               |         |               |          |         |         |         |         |
| Разыгрывающие |         |               |          |         |         |         |         |
|               |         |               |          |         |         |         |         |
| Полусредние   |         |               |          |         |         |         |         |
|               |         |               |          |         |         |         |         |
| Линейные      |         |               |          |         |         |         |         |
|               |         |               |          |         |         |         |         |

| Имя               | Гражданство | Дата рождения  |
| ----------------- | ----------- | -------------- |
| Торир Хергейрссон | Исландия    | 27 апреля 1964 |

Результаты
Групповой этап (Группа A)
| Место | Команда    | И | В | Н | П | ГЗ  | ГП  | +/- | Очки |
| ----- | ---------- | - | - | - | - | --- | --- | --- | ---- |
| 1     | Бразилия   | 5 | 4 | 0 | 1 | 138 | 117 | +21 | 8    |
| 2     | Норвегия   | 5 | 4 | 0 | 1 | 141 | 121 | +20 | 8    |
| 3     | Испания    | 5 | 3 | 0 | 2 | 125 | 116 | +9  | 6    |
| 4     | Ангола     | 5 | 2 | 0 | 3 | 116 | 128 | -12 | 4    |
| 5     | Румыния    | 5 | 2 | 0 | 3 | 108 | 119 | -11 | 4    |
| 6     | Черногория | 5 | 0 | 0 | 5 | 107 | 134 | -27 | 0    |

| 6 августа 2016 09:30 UTC-3 | Норвегия     | 28:31             | Бразилия          | Арена ду Футуру, Рио-де-Жанейро Зрителей: 7780 Судьи: Горачек, Новотный (CZE) |
| 6 августа 2016 09:30 UTC-3 | Нора Мёрк 12 | (16:17)           | 12 Ана Паула Белу | Арена ду Футуру, Рио-де-Жанейро Зрителей: 7780 Судьи: Горачек, Новотный (CZE) |
| 6 августа 2016 09:30 UTC-3 | 2×           | Статистика, Отчёт | 8× 2×             | Арена ду Футуру, Рио-де-Жанейро Зрителей: 7780 Судьи: Горачек, Новотный (CZE) |

| 8 августа 2016 14:40 UTC-3 | Испания                | 24:27             | Норвегия               | Арена ду Футуру, Рио-де-Жанейро Зрителей: 5238 Судьи: Гайпель, Хельбиг (GER) |
| 8 августа 2016 14:40 UTC-3 | Александрина Кабраль 5 | (10:11)           | 7 Вероника Кристиансен | Арена ду Футуру, Рио-де-Жанейро Зрителей: 5238 Судьи: Гайпель, Хельбиг (GER) |
| 8 августа 2016 14:40 UTC-3 | 3× 2×                  | Статистика, Отчёт | 7× 4×                  | Арена ду Футуру, Рио-де-Жанейро Зрителей: 5238 Судьи: Гайпель, Хельбиг (GER) |

| 10 августа 2016 16:40 UTC-3 | Норвегия      | 30:20             | Ангола            | Арена ду Футуру, Рио-де-Жанейро Зрителей: 6332 Судьи: Ш. Бонавентура, Ж. Бонавентура (FRA) |
| 10 августа 2016 16:40 UTC-3 | Нора Мёрк — 8 | (16:8)            | 8 — Изабель Гиало | Арена ду Футуру, Рио-де-Жанейро Зрителей: 6332 Судьи: Ш. Бонавентура, Ж. Бонавентура (FRA) |
| 10 августа 2016 16:40 UTC-3 | 3× 2×         | Статистика, Отчёт | 4× 2× 1×          | Арена ду Футуру, Рио-де-Жанейро Зрителей: 6332 Судьи: Ш. Бонавентура, Ж. Бонавентура (FRA) |

| 12 августа 2016 16:40 UTC-3 | Черногория | − : − | Норвегия | Фьючер Арена, Рио-де-Жанейро |
| 12 августа 2016 16:40 UTC-3 |            |       |          | Фьючер Арена, Рио-де-Жанейро |
| 12 августа 2016 16:40 UTC-3 |            |       |          | Фьючер Арена, Рио-де-Жанейро |

| 14 августа 2016 16:40 UTC-3 | Норвегия | − : − | Румыния | Фьючер Арена, Рио-де-Жанейро |
| 14 августа 2016 16:40 UTC-3 |          |       |         | Фьючер Арена, Рио-де-Жанейро |
| 14 августа 2016 16:40 UTC-3 |          |       |         | Фьючер Арена, Рио-де-Жанейро |

### Гимнастика

#### Спортивная гимнастика
В квалификационном раунде проходил отбор, как в финал командного многоборья, так и в финалы личных дисциплин. В финал индивидуального многоборья отбиралось 24 спортсмена с наивысшими результатами, а в финалы отдельных упражнений по 8 спортсменов, причём в финале личных дисциплин страна не могла быть представлена более, чем 2 спортсменами. В командном многоборье в квалификации на каждом снаряде выступали по 4 спортсмена, а в зачёт шли три лучших результата. В финале командных соревнований на каждом снаряде выступало по три спортсмена и все три результата шли в зачёт.
Мужчины
Многоборья
| Соревнование      | Спортсмены     | Квалификация        | Квалификация | Квалификация | Квалификация   | Квалификация        | Квалификация | Квалификация | Квалификация | Финал                | Финал                | Финал                | Финал                | Финал                | Финал                | Финал                | Финал                |
| Соревнование      | Спортсмены     | Вольные выступления | Конь         | Кольца       | Опорный прыжок | Параллельные брусья | Перекладина  | Всего        | Место        | Вольные выступления  | Конь                 | Кольца               | Опорный прыжок       | Параллельные брусья  | Перекладина          | Всего                | Место                |
| ----------------- | -------------- | ------------------- | ------------ | ------------ | -------------- | ------------------- | ------------ | ------------ | ------------ | -------------------- | -------------------- | -------------------- | -------------------- | -------------------- | -------------------- | -------------------- | -------------------- |
| личное многоборье | Стиан Шерехауг | 14,166              | 14,233       | 13,266       | 14,700         | 14,266              | 13,700       | 84,331       | 32           | Завершил выступление | Завершил выступление | Завершил выступление | Завершил выступление | Завершил выступление | Завершил выступление | Завершил выступление | Завершил выступление |

Индивидуальные упражнения
| Соревнование        | Спортсмены     | Квалификация | Квалификация | Финал                | Финал                |
| Соревнование        | Спортсмены     | Очки         | Место        | Очки                 | Место                |
| ------------------- | -------------- | ------------ | ------------ | -------------------- | -------------------- |
| вольные упражнения  | Стиан Шерехауг | 14,166       | 40           | Завершил выступление | Завершил выступление |
| конь                | Стиан Шерехауг | 14,233       | 34           | Завершил выступление | Завершил выступление |
| кольца              | Стиан Шерехауг | 13,266       | 67           | Завершил выступление | Завершил выступление |
| параллельные брусья | Стиан Шерехауг | 14,266       | 49           | Завершил выступление | Завершил выступление |
| перекладина         | Стиан Шерехауг | 13,700       | 51           | Завершил выступление | Завершил выступление |

### Гольф
Последний раз соревнования по гольфу в рамках Олимпийских игр проходили в 1904 году. Соревнования гольфистов пройдут на 18-луночном поле, со счётом 72 пар. Каждый участник пройдёт все 18 лунок по 4 раза.
Мужчины
| Соревнование | Спортсмены    | Первый раунд | Первый раунд | Второй раунд | Второй раунд | Третий раунд | Третий раунд | Четвёртый раунд | Четвёртый раунд | Итоговый результат | Итоговое место |
| Соревнование | Спортсмены    | Очки         | Место        | Очки         | Место        | Очки         | Место        | Очки            | Место           | Итоговый результат | Итоговое место |
| ------------ | ------------- | ------------ | ------------ | ------------ | ------------ | ------------ | ------------ | --------------- | --------------- | ------------------ | -------------- |
| мужчины      | Эспен Кофстад |              |              |              |              |              |              |                 |                 |                    |                |

Женщины
| Соревнование | Спортсмены        | Первый раунд | Первый раунд | Второй раунд | Второй раунд | Третий раунд | Третий раунд | Четвёртый раунд | Четвёртый раунд | Итоговый результат | Итоговое место |
| Соревнование | Спортсмены        | Очки         | Место        | Очки         | Место        | Очки         | Место        | Очки            | Место           | Итоговый результат | Итоговое место |
| ------------ | ----------------- | ------------ | ------------ | ------------ | ------------ | ------------ | ------------ | --------------- | --------------- | ------------------ | -------------- |
| женщины      | Сузанн Петтерсен  |              |              |              |              |              |              |                 |                 |                    |                |
| женщины      | Марианне Скарпнор |              |              |              |              |              |              |                 |                 |                    |                |

### Лёгкая атлетика
Мужчины
Беговые дисциплины
| Дисциплина                    | Спортсмен            | Предварительный раунд | Предварительный раунд | Предварительный раунд | Четвертьфиналы | Четвертьфиналы | Четвертьфиналы | Полуфиналы | Полуфиналы | Полуфиналы | Финал | Финал |
| Дисциплина                    | Спортсмен            | Забег                 | Время                 | Место                 | Забег          | Время          | Место          | Забег      | Время      | Место      | Время | Место |
| ----------------------------- | -------------------- | --------------------- | --------------------- | --------------------- | -------------- | -------------- | -------------- | ---------- | ---------- | ---------- | ----- | ----- |
| бег на 200 метров             | Джейсума Саиди Ндуре |                       |                       |                       | не проводится  | не проводится  | не проводится  |            |            |            |       |       |
| бег на 1500 метров            | Филип Ингебригтсен   |                       |                       |                       | не проводится  | не проводится  | не проводится  |            |            |            |       |       |
| бег на 1500 метров            | Хенрик Ингебригтсен  |                       |                       |                       | не проводится  | не проводится  | не проводится  |            |            |            |       |       |
| бег на 400 метров с барьерами | Карстен Вархольм     |                       |                       |                       | не проводится  | не проводится  | не проводится  |            |            |            |       |       |

Шоссейные дисциплины
| Дисциплина              | Спортсмен            | Время | Место | Отставание |
| ----------------------- | -------------------- | ----- | ----- | ---------- |
| марафон                 | Сондре Нордстад Моэн |       |       |            |
| ходьба на 20 километров | Эрик Тюссе           |       |       |            |
| ходьба на 50 километров | Ховард Хаукенес      |       |       |            |

Технические дисциплины
| Дисциплина    | Спортсмен             | Квалификация | Квалификация | Финал     | Финал |
| Дисциплина    | Спортсмен             | Результат    | Место        | Результат | Место |
| ------------- | --------------------- | ------------ | ------------ | --------- | ----- |
| метание диска | Свен Мартин Скагестад |              |              |           |       |

Женщины
Беговые дисциплины
| Дисциплина                         | Спортсмен         | Предварительный раунд | Предварительный раунд | Предварительный раунд | Четвертьфиналы | Четвертьфиналы | Четвертьфиналы | Полуфиналы    | Полуфиналы    | Полуфиналы    | Финал | Финал |
| Дисциплина                         | Спортсмен         | Забег                 | Время                 | Место                 | Забег          | Время          | Место          | Забег         | Время         | Место         | Время | Место |
| ---------------------------------- | ----------------- | --------------------- | --------------------- | --------------------- | -------------- | -------------- | -------------- | ------------- | ------------- | ------------- | ----- | ----- |
| бег на 100 метров                  | Эзинне Окпараебо  |                       |                       |                       |                |                |                |               |               |               |       |       |
| бег на 800 метров                  | Хедда Хюнне       |                       |                       |                       | не проводится  | не проводится  | не проводится  |               |               |               |       |       |
| бег на 5000 метров                 | Каролина Гровдаль |                       |                       |                       | не проводится  | не проводится  | не проводится  | не проводится | не проводится | не проводится |       |       |
| бег на 10 000 метров               | Каролина Гровдаль | не проводится         | не проводится         | не проводится         | не проводится  | не проводится  | не проводится  | не проводится | не проводится | не проводится |       |       |
| бег на 3000 метров с препятствиями | Ингеборг Лёвнес   |                       |                       |                       | не проводится  | не проводится  | не проводится  | не проводится | не проводится | не проводится |       |       |
| бег на 100 метров с барьерами      | Изабель Педерсен  |                       |                       |                       | не проводится  | не проводится  | не проводится  |               |               |               |       |       |
| бег на 400 метров с барьерами      | Амали Юэль        |                       |                       |                       | не проводится  | не проводится  | не проводится  |               |               |               |       |       |

Технические дисциплины
| Дисциплина      | Спортсмен       | Квалификация | Квалификация | Финал     | Финал |
| Дисциплина      | Спортсмен       | Результат    | Место        | Результат | Место |
| --------------- | --------------- | ------------ | ------------ | --------- | ----- |
| прыжок в высоту | Тонье Ангельсен | 1,80         | 32           | —         | —     |

### Парусный спорт
Соревнования по парусному спорту в каждом из классов состояли из 10 или 12 гонок. Каждую гонку спортсмены начинали с общего старта. Победителем становился экипаж, первым пересекший финишную черту. Количество очков, идущих в общий зачёт, соответствовало занятому командой месту. 10 лучших экипажей по результатам предварительных заплывов попадали в медальную гонку, результаты которой также шли в общий зачёт. В медальной гонке, очки, полученные экипажем удваивались. В случае если участник соревнований не смог завершить гонку ему начислялось количество очков, равное количеству участников плюс один. При итоговом подсчёте очков не учитывался худший результат, показанный экипажем в одной из гонок. Сборная, набравшая наименьшее количество очков, становится олимпийским чемпионом.
Мужчины
| Класс | Спортсмены   | Гонка  | Гонка | Гонка | Гонка | Гонка | Гонка | Гонка | Гонка  | Гонка | Гонка | Гонка         | Гонка         | Гонка         | Очки | Место |
| Класс | Спортсмены   | 1      | 2     | 3     | 4     | 5     | 6     | 7     | 8      | 9     | 10    | 11            | 12            | M             | Очки | Место |
| ----- | ------------ | ------ | ----- | ----- | ----- | ----- | ----- | ----- | ------ | ----- | ----- | ------------- | ------------- | ------------- | ---- | ----- |
| RS:X  |              |        |       |       |       |       |       |       |        |       |       | не проводится | не проводится |               |      |       |
| Лазер | Кристиан Рут | 47 UFD | 13    | 32    | 2     | 29    | 16    | 25    | 47 BFD | 15    | 30    | не проводится | не проводится | не участвовал | 209  | 27    |
| Финн  |              |        |       |       |       |       |       |       |        |       |       | не проводится | не проводится |               |      |       |

Женщины
| Класс        | Спортсменки | Гонка | Гонка | Гонка | Гонка | Гонка | Гонка | Гонка | Гонка | Гонка | Гонка | Гонка         | Гонка         | Гонка          | Очки | Место |
| Класс        | Спортсменки | 1     | 2     | 3     | 4     | 5     | 6     | 7     | 8     | 9     | 10    | 11            | 12            | M              | Очки | Место |
| ------------ | ----------- | ----- | ----- | ----- | ----- | ----- | ----- | ----- | ----- | ----- | ----- | ------------- | ------------- | -------------- | ---- | ----- |
| RS:X         |             |       |       |       |       |       |       |       |       |       |       | не проводится | не проводится |                |      |       |
| Лазер Радиал | Тириль Буэ  | 18    | 18    | 13    | 6     | 19    | 24    | 22    | 25    | 18    | 27    | не проводится | не проводится | не участвовала | 163  | 23    |
| 49-й FX      |             |       |       |       |       |       |       |       |       |       |       |               |               |                |      |       |

### Стрельба
В январе 2013 года Международная федерация спортивной стрельбы приняла новые правила проведения соревнований на 2013—2016 года, которые, в частности, изменили порядок проведения финалов. Во многих дисциплинах спортсмены, прошедшие в финал, теперь начинают решающий раунд без очков, набранных в квалификации, а финал проходит по системе с выбыванием. Также в финалах после каждого раунда стрельбы из дальнейшей борьбы выбывает спортсмен с наименьшим количеством баллов. В скоростном пистолете решающие поединки проходят по системе попал-промах. В стендовой стрельбе добавился полуфинальный раунд, где определяются по два участника финального матча и поединка за третье место.
Мужчины
| Соревнование                          | Спортсмены        | Квалификация | Квалификация | Полуфинал     | Полуфинал     | Финал                | Финал                |
| Соревнование                          | Спортсмены        | Результат    | Место        | Результат     | Место         | Соперник/ Результат  | Место                |
| ------------------------------------- | ----------------- | ------------ | ------------ | ------------- | ------------- | -------------------- | -------------------- |
| пневматическая винтовка, 10 метров    | Аре Хансен        | 624,4        | 10           | не проводится | не проводится | завершил выступление | завершил выступление |
| пневматическая винтовка, 10 метров    | Оле Кристиан Брюн | 617,9        | 40           | не проводится | не проводится | завершил выступление | завершил выступление |
| винтовка лёжа, 50 метров              | Одд Арне Брекне   |              |              | не проводится | не проводится |                      |                      |
| винтовка лёжа, 50 метров              | Оле Кристиан Брюн |              |              | не проводится | не проводится |                      |                      |
| винтовка из трёх положений, 50 метров | Одд Арне Брекне   |              |              | не проводится | не проводится |                      |                      |
| винтовка из трёх положений, 50 метров | Оле Кристиан Брюн |              |              | не проводится | не проводится |                      |                      |

Женщины
| Соревнование                          | Спортсмены       | Квалификация | Квалификация | Полуфинал     | Полуфинал     | Финал                 | Финал                 |
| Соревнование                          | Спортсмены       | Результат    | Место        | Результат     | Место         | Соперник/ Результат   | Место                 |
| ------------------------------------- | ---------------- | ------------ | ------------ | ------------- | ------------- | --------------------- | --------------------- |
| пневматическая винтовка, 10 метров    | Малин Вестерхайм | 412,2        | 30           | не проводится | не проводится | завершила выступление | завершила выступление |
| винтовка из трёх положений, 50 метров | Малин Вестерхайм |              |              | не проводится | не проводится |                       |                       |

### Стрельба из лука
В квалификации соревнований лучники выполняют 12 серий выстрелов по 6 стрел с расстояния 70-ти метров. По итогам предварительного раунда составляется сетка плей-офф, где в 1/32 финала 1-й номер посева встречается с 64-м, 2-й с 63-м и.т.д. В поединках на выбывание спортсмены выполняют по три выстрела. Участник, набравший за эту серию больше очков получает 2 очка. Если же оба лучника набрали одинаковое количество баллов, то они получают по одному очку. Победителем пары становится лучник, первым набравший 6 очков.
Мужчины
| Соревнование              | Спортсмены  | Квалификация | Квалификация | 1/32 финала                   | 1/16 финала              | 1/8 финала           | Четвертьфинал        | Полуфинал            | Финал                | Место |
| Соревнование              | Спортсмены  | Результат    | Место        | Соперник Результат            | Соперник Результат       | Соперник Результат   | Соперник Результат   | Соперник Результат   | Соперник Результат   | Место |
| ------------------------- | ----------- | ------------ | ------------ | ----------------------------- | ------------------------ | -------------------- | -------------------- | -------------------- | -------------------- | ----- |
| индивидуальное первенство | Бор Нестенг | 663          | 26           | TPEЮй Гуаньлинь (39) В 610:59 | JPNТ. Фурукава (7) П 0:6 | завершил выступление | завершил выступление | завершил выступление | завершил выступление | 17    |

### Триатлон
Соревнования по триатлону пройдут на территории форта Копакабана. Дистанция состоит из 3-х этапов — плавание (1,5 км), велоспорт (43 км), бег (10 км).
Мужчины
| Соревнование              | Спортсмены | Плавание | Смена | Велоспорт | Смена | Бег | Итоговое время | Место | Отставание |
| ------------------------- | ---------- | -------- | ----- | --------- | ----- | --- | -------------- | ----- | ---------- |
| индивидуальное первенство |            |          |       |           |       |     |                |       |            |

### Тхэквондо
Соревнования по тхэквондо проходят по системе с выбыванием. Для победы в турнире спортсмену необходимо одержать 4 победы. Тхэквондисты, проигравшие по ходу соревнований будущим финалистам, принимают участие в утешительном турнире за две бронзовые медали.
Женщины
| Категория   | Спортсмены | Первый раунд       | Четвертьфинал      | Полуфинал          | Финал              | Место |
| Категория   | Спортсмены | Соперник Результат | Соперник Результат | Соперник Результат | Соперник Результат | Место |
| ----------- | ---------- | ------------------ | ------------------ | ------------------ | ------------------ | ----- |
| свыше 67 кг |            |                    |                    |                    |                    |       |